# 程路
程路（1946年4月—），男，汉族，山东莱州人，中华人民共和国政治人物，全国工商联原党组成员、专职副主席，第十一届全国政协委员。

## 生平
1970年加入中国共产党。2008年，当选第十一届全国政协委员，代表经济界，分入第三十六组。